# فونتمل مگنا
فونتمل مگنا (به انگلیسی: Fontmell Magna) یک روستا و محله مدنی در بریتانیا است که در North Dorset واقع شده‌است. فونتمل مگنا ۷۳۴ نفر جمعیت دارد.